# Friedrich Gräsel
Friedrich Gräsel (Bochum, 25 mei 1927 – Osnabrück, 8 juli 2013) was een Duits beeldhouwer.

## Leven en werk
Van 1952 tot 1956 studeerde Gräsel aan de kunstacademies van München en Hamburg, alsmede aan de universiteit van Hamburg. Van 1958 tot 1970 was hij als kunstpedagoog werkzaam aan diverse gymnasia in Noordrijn-Westfalen. In 1970 volgde zijn benoeming aan de hogeschool van Münster en aan de universiteit van Essen. Van 1979 tot 1984 was hij hoogleraar aan de Heluan-Universiteit van Caïro en ten slotte van 1982 tot 1988 hoogleraar plastische vormgeving aan de universiteit van Essen.
Gräsel leefde en werkte sinds 1988 als vrijscheppend kunstenaar in Bochum. In 1972 werd hij uitgenodigd voor de Biënnale van Venetië met zijn werk Tor und Doppelwinkel.
Sinds 2001 bestaat de Friedrich-Gräsel-Schenkung für Wissenschaft und Kunst, verbonden aan de Ruhr-Universität Bochum, bestaande uit 47 plastieken en tekeningen die een beeld geven van Gräsels totale oeuvre.

## Werken (selectie)
- 1969-1974 · Project Hockgrabental, Universiteit van Konstanz
- 1972 · Schiffsketten[1], beeldentuin van het Museum Folkwang in Essen
- 1972 · Plastiek Tor und Doppelwinkel, Ruhr-Universität in Bochum
- 1973 · Tunnelplastiek, Hamburger Kunsthalle
- 1974 · Proefveld voor het kunstonderricht: sculpturen in de vrije ruimte 4² = 16, Gesamtschule Schmallenberg
- 1974 · Ohne Titel, bij de Auferstehungskirche in Essen
- 1978 · Plastiek Hannover Tor (vernield en gereconstrueerd in 1981), Skulpturenensemble Moltkeplatz Essen in Essen
- 1978 · Raumplastik I-UX 1, Skulpturenpark Heidelberg in Heidelberg[2]
- 1982 · Zonder titel, Börde-Berufsschule, Soest
- 1982/87 · Grenzmauer Relief (6-delig), Krupp A.G. in Bochum
- 1985-1986 · Geometrische Wald und Doppelplastik, Textile Hochschule in Reutlingen
- 1985-1990 · zeven stalen stèles als discussie met het Duitse normeringsinstituut (DIN 1511), Colosseum Bochum
- 2001 · Säulen für eine Akademie, Handwerkskamer in Bochum

## Fotogalerij

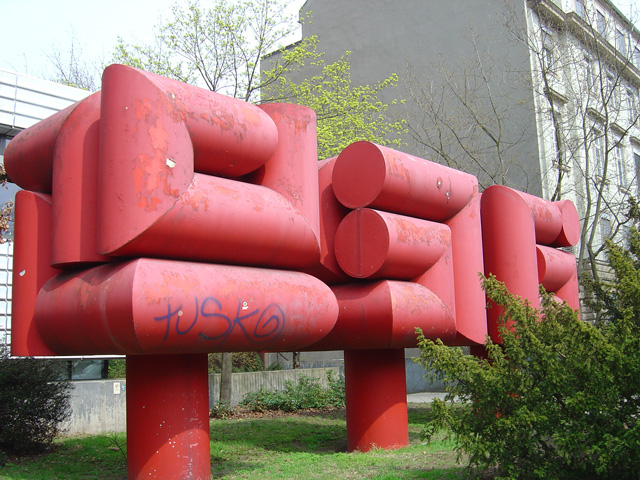
Raumplastik (1970), Techn. Universiteit Berlijn
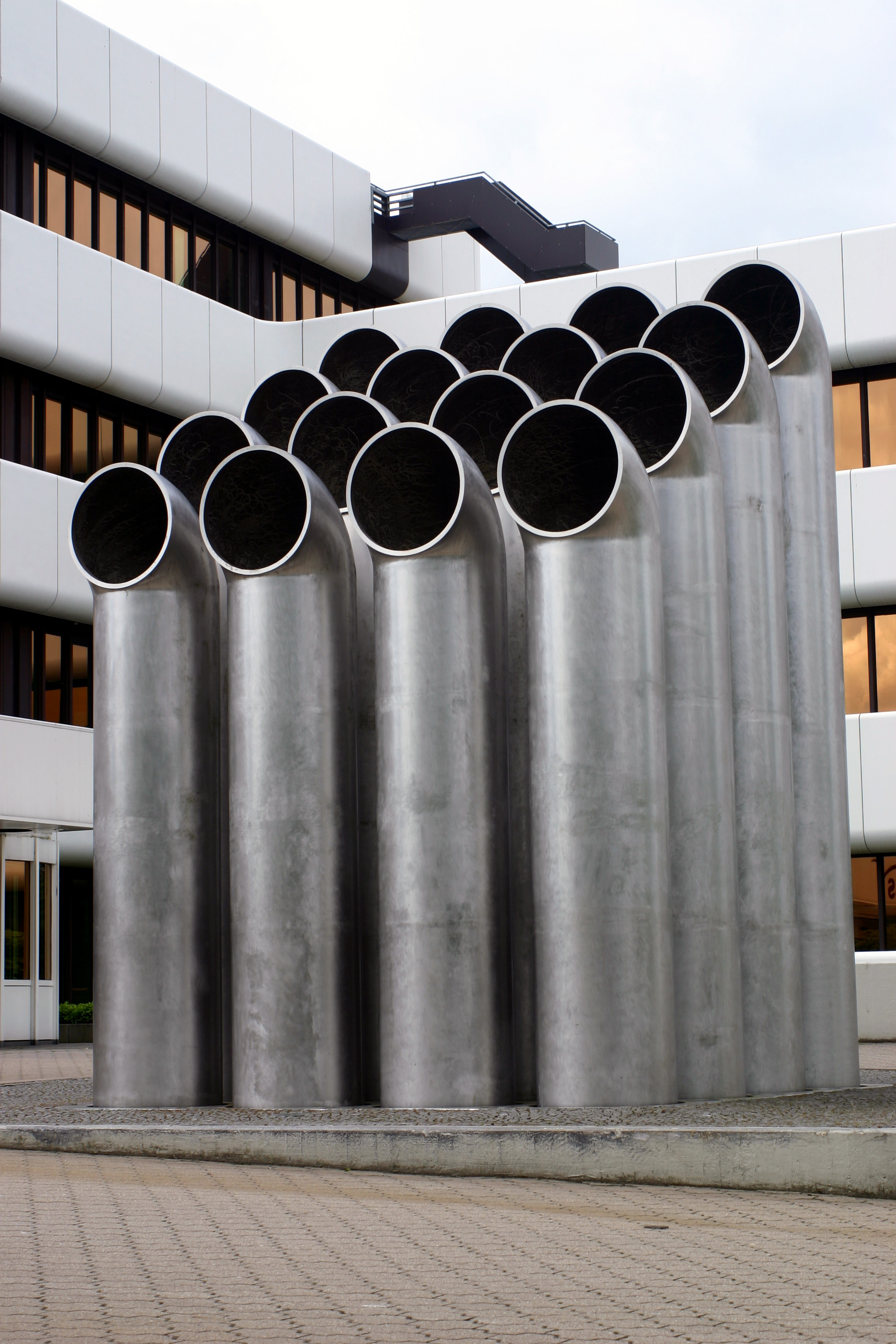
Funktionsskulptur Werk III, Münster
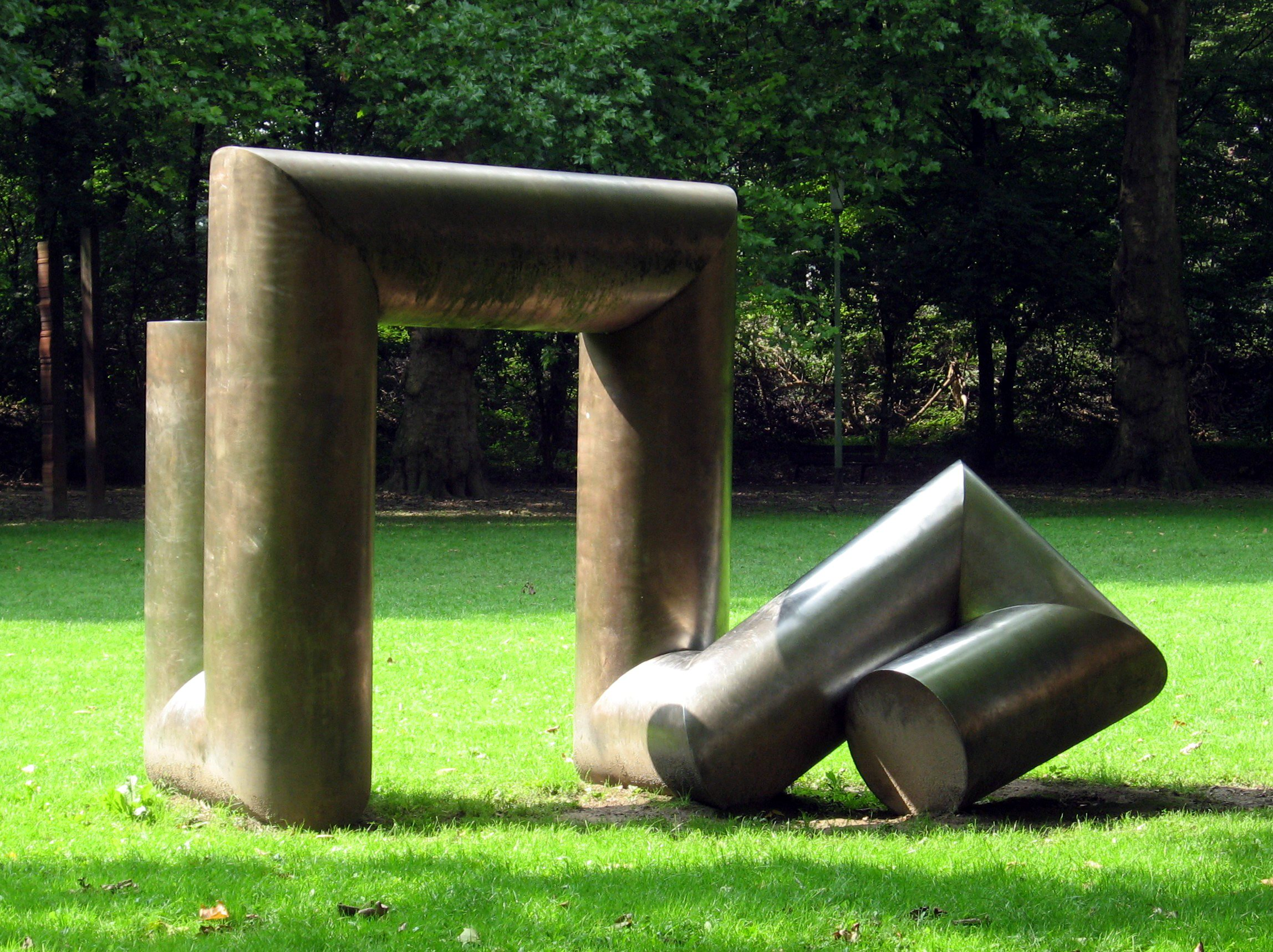
Hannover Tor, 1978/1981, Essen
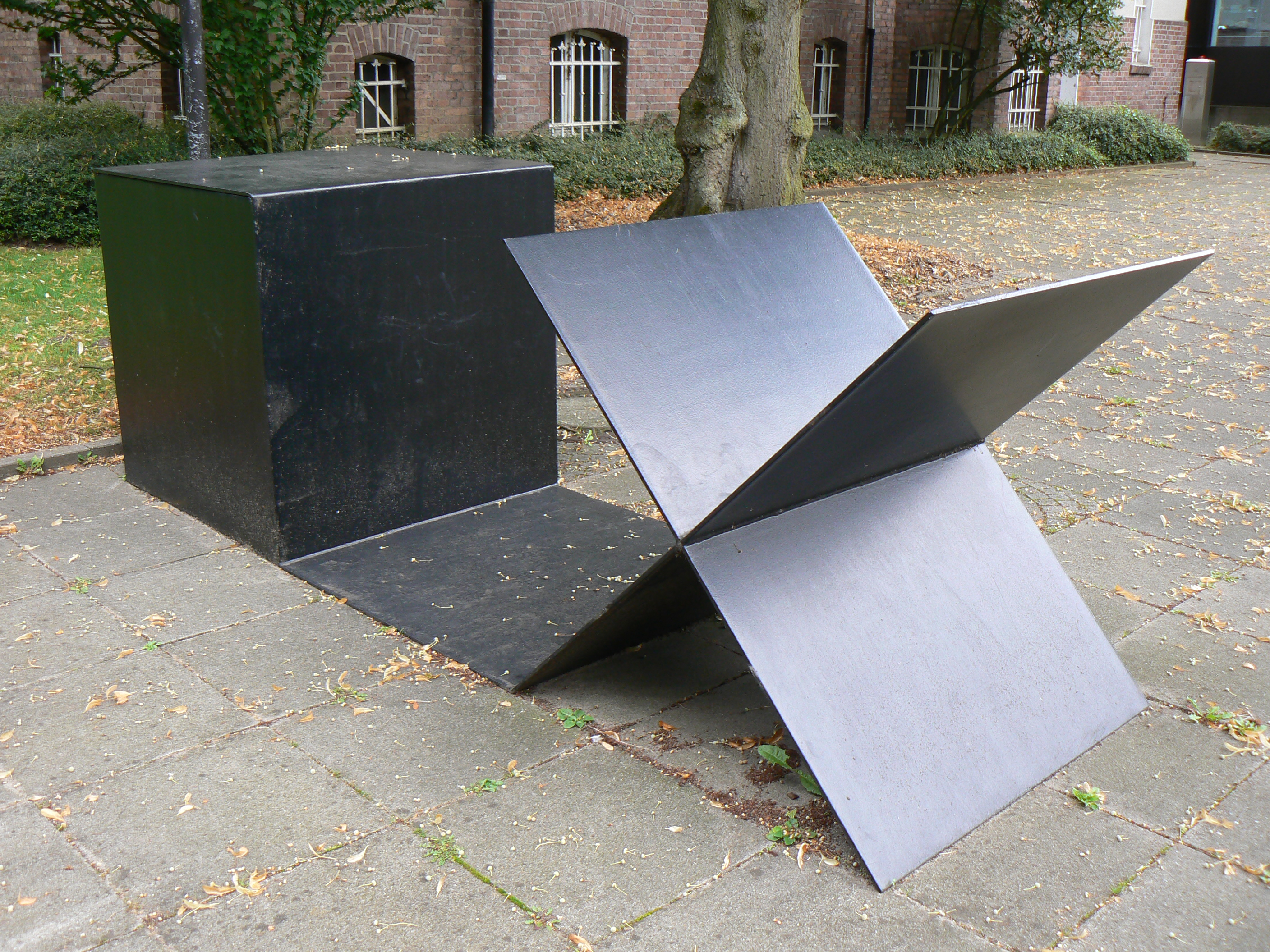
Raumplastik III (1978), beeldenpark Quadrat Bottrop
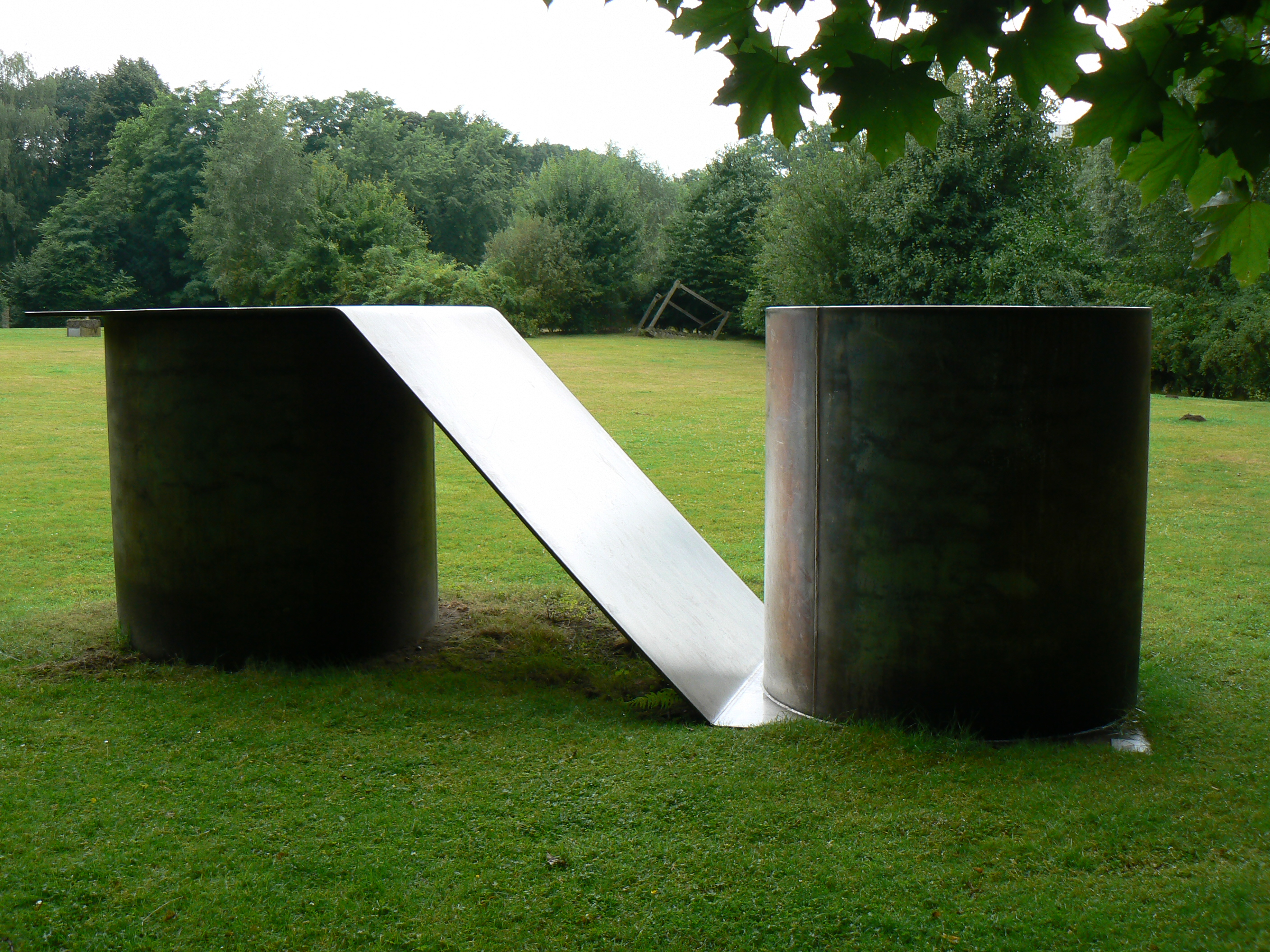
Raumplastik VI (1979), Skulpturenmuseum Glaskasten (buitencollectie), Marl